# Palace Hotel (San Francisco)
Palace Hotel heißt ein 1909 errichtetes historisches Luxushotel in San Francisco, Kalifornien an der südwestlichen Ecke von Market Street und New Montgomery Street. Es wird auch als "New" Palace Hotel bezeichnet, weil es das ursprüngliche, 1875 errichtete und im Erdbeben von 1906 zerstörte Hotel gleichen Namens ersetzte.

## Das ursprüngliche Palace Hotel

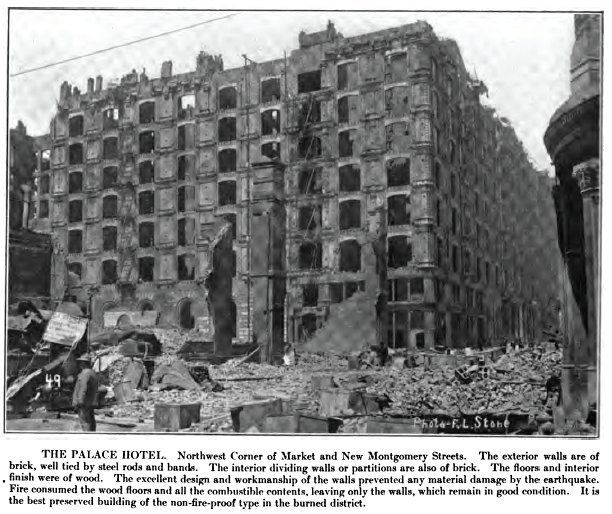
Das alte Palace Hotel nach dem Erdbeben

Mit seinen 800 Zimmern war das alte Palace Hotel zu seiner Zeit eines der größten Hotels der Welt. Man nannte es auch "Bonanza Inn". Finanziert wurde es vorrangig durch den Mitbegründer der Bank of California William Ralston, berühmt war es für seinen großen Hof, der um 1900 in einen Gartenhof umgewandelt wurde. Das Gebäude überstand zwar das Erdbeben von 1906, wurde aber wenige Stunden später ein Raub der Flammen.

## Das neue Palace Hotel

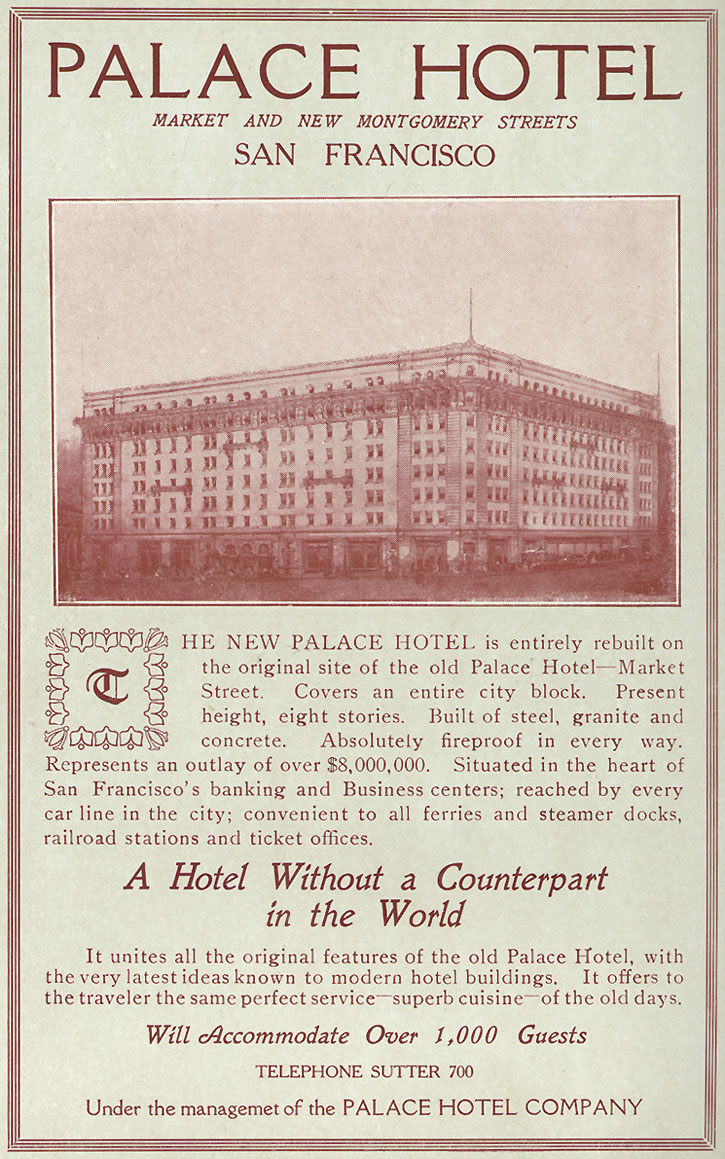
Reklame für "THE NEW PALACE HOTEL"

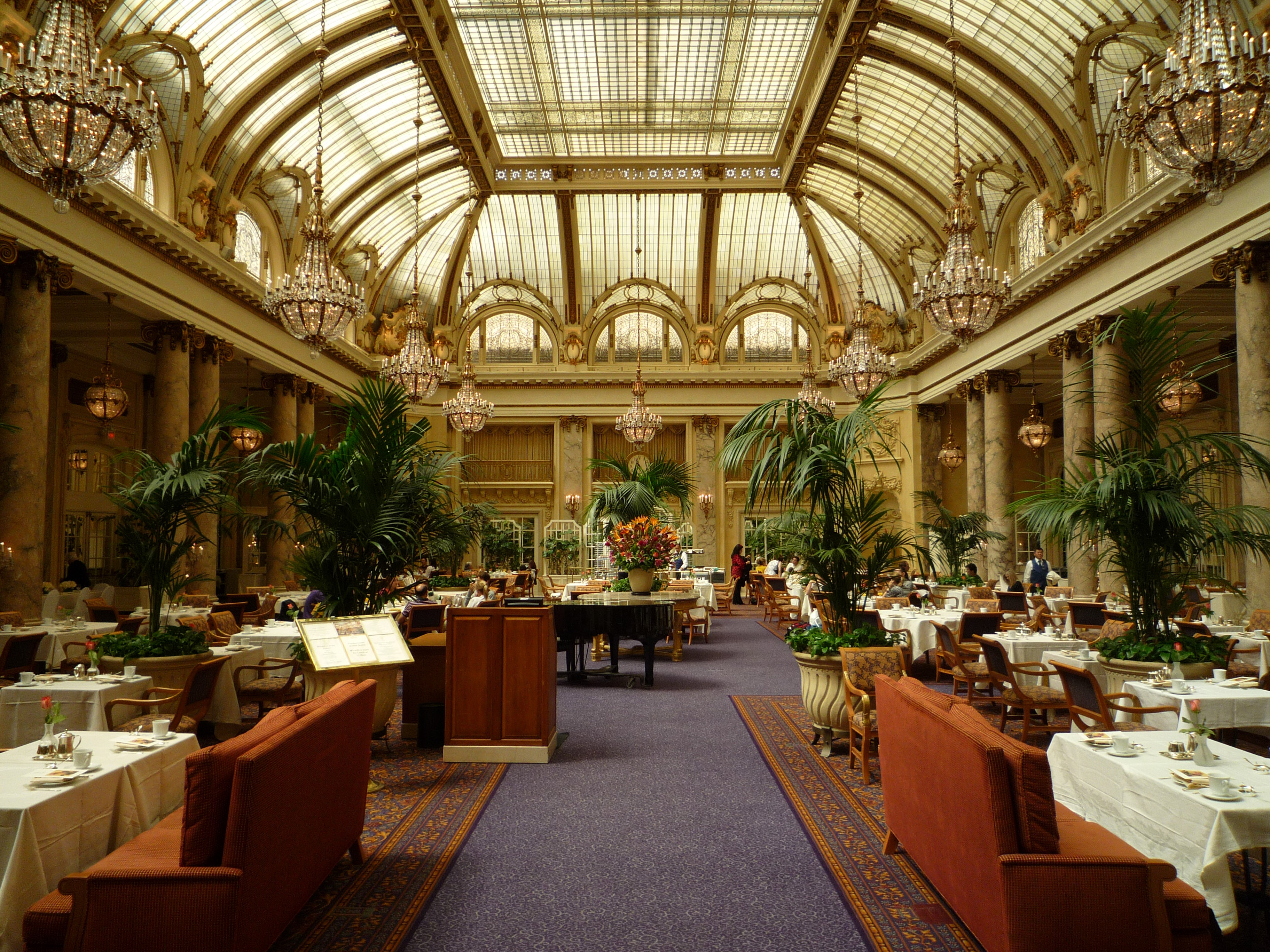
Garden Court im neuen Palace Hotel

Am 19. Dezember 1909 wurde das neue Palace Hotel eröffnet. Äußerlich schlichter als sein Vorgänger übertraf es den Vorgängerbau im Innern an Pracht und Eleganz. Hier hielt Woodrow Wilson Reden und hier starb 1923 Präsident Warren G. Harding.